# Ромен де Пюи
Ромен де Пюи — барон Иерусалимского королевства, вероятно, происходивший из Пюи-ан-Веле. Впервые упоминается в 1110 году. Сопровождал епископа Пюи Адемара Монтейльского в Первом Крестовом походе, в составе войска Раймунда де Сен-Жиля. В 1118 году Балдуин II пожаловал ему в лен сеньорию Трансиордания. В 1134 году Роман де Пюи поддержал мятеж Гуго II де Пюизе, графа Яффы, против короля и лишился титула, который достался Пайену де Мильи.